# Corosalia tigrina
Corosalia tigrina is een hooiwagen uit de familie Cosmetidae.